# Кубок Девіса

Емблема Кубку Девіса

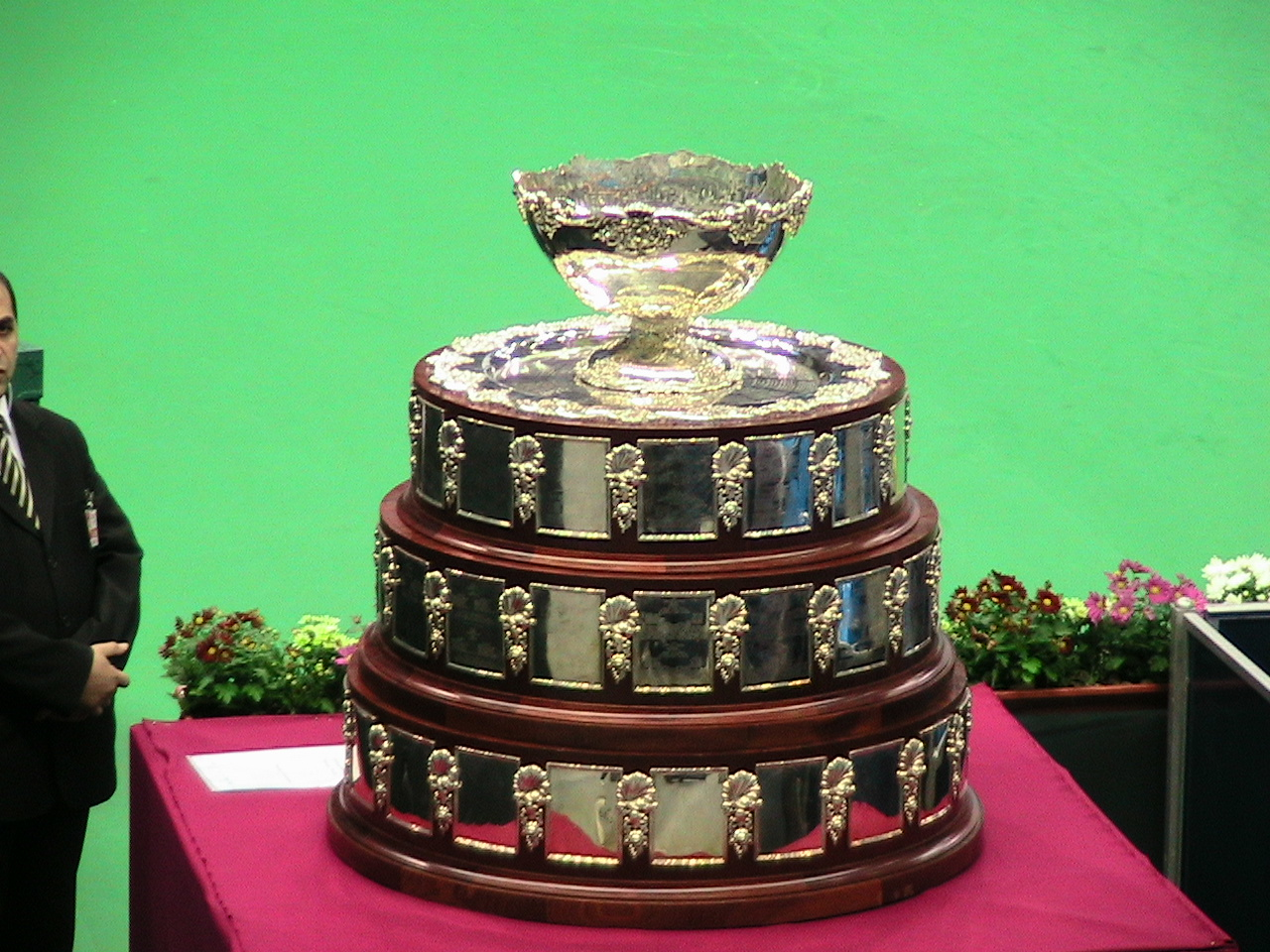
Трофей

Кубок Девіса (англ. Davis Cup) — найбільші міжнародні командні змагання в чоловічому тенісі. Проводиться щорічно Міжнародною федерацією тенісу. Команди тенісистів з різних країн проводять матчі між собою з вибуванням команди, що програла, з турніру. Еквівалент Кубка Девіса серед жіночих команд — Кубок Федерації.
У лютому 2018 Міжнародна тенісна федерація оголосила про зміну формату Кубка Девіса. Реформи будуть проведені за ініціативою компанії Kosmos, яку очолює Жерар Піке.

## Історія
Заснував турнір студент Гарвардського університету Двайт Філлей Девіс (англ. Dwight F. Davis). Незважаючи на статус «студента», він на той час уже двічі став чемпіоном США — спочатку в парному, а потім і в одиночному розряді. Вигравши на батьківщині все, що можливо, Двайт вирішив стати найкращим у світі. У той час США й Велика Британія суперничали в усіх напрямах за звання «наймогутнішої держави». Відбилося це суперництво й у спорті — змагання яхтсменів «Кубок Америки» завжди відрізнялися боротьбою американських і британських спортсменів. Девіс вирішив продовжити це суперництво на тенісних кортах і в 1900 році відбувся перший матч турніру, пізніше (в 1945 році, після смерті Двайта Девіса), отримавши назву по імені свого засновника й розроблювача правил.
Перший матч США — Велика Британія пройшов з 8 по 10 серпня 1900 року в Бостоні (США). На корт разом з іншими учасниками турніру вийшов і сам Двайт Девіс і саме він провів перший двобій — проти англійця Ернеста Блека. Двайт переміг, та й загальну перемогу святкували американці, що буквально розгромили суперників з рахунком 3:0. Четвертий матч через дощ дограний не був, п'ятий і зовсім не проводився. Дійсно, і так все ясно! Приз, зроблений за замовленням Двайта Девіса залишився в США.
Кілька років Кубок Девіса грали лише дві країни, а потім до них почали приєднуватися й збірні інших держав — до Першої світової війни в Кубку Девіса взяли участь команди Франції, Бельгії, Австрії, Австралії, Німеччини й Канади. Уже в 1904 році у фіналі не виявилося команди США — головний приз розігрували Велика Британія й Бельгія. Правда, бельгійці були вщент розгромлені — 0:5. А в 1907 році з'явився третій після США й Великої Британії переможець турніру — збірна Австралії на кортах Вімблдону обіграла англійців.
Шість років підряд (у 1927—1932 роках) Кубок Девіса вигравала французька збірна, до складу якої входили Рене Лакост, Жан Боротра, Анрі Коше і Жак Бруньйон — так звані Чотири мушкетери.
З перервами на війни — з 1914 по 1919 і з 1939 по 1946 роки — Кубок Девіса проводився щороку. І з кожним роком набирав популярність. В 80-х роках кількість учасників турніру перевалило за сто, а в наш час[коли?] в бій за почесний трофей включилися збірні команди 138 країн! Практично всі найсильніші гравці XX-го століття брали участь у матчах турніру.
З 1981 року змагання впорядкували, «розбивши» турнір на дивізіони. Безпосередньо за перемогу в Кубку Девіса борються 16 країн. Команди з нижчих дивізіонів намагаються пробитися в еліту.

## Кубок
Головний приз турніру — срібний Кубок — має свою історію. Коли встало питання про головний приз для міжнародного змагання з тенісу, натхненник турніру звернувся в одну з провідних тоді ювелірних фірм у Бостоні — Sherve. Компанія не виготовляла виробів самостійно, але розміщала замовлення в найнадійніших виробників. Так, замовлення на виготовлення призу потрапило до майстерні Durgin у Конкорді (штат Нью-Гемпшир).
Власник компанії Вільгельм Даргін не визнавав новомодних штучок на кшталт гальваніки й сріблення й виготовляв продукцію із чистого срібла. Працівників набирав в основному з Англії. Так у компанію потрапив випускник англійського Королівського коледжу мистецтв Родос Роланд, що й взявся за виконання замовлення. Це був уже знаменитий майстер, на рахунку якого було виготовлення срібних предметів для Білого дому.
Так чи інакше, але Девісу пощастило, що приз для його турніру виготовляв саме Родос, що поважав класику, а не прихильник новомодних віянь. Інакше сьогоднішній стильний і строгий Кубок Девіса міг мати зовсім інший вид. Так, для Нью-Йоркського тенісного клубу був виготовлений кубок витриманий у стилі Купера «Останній із могикан». Приз прикрашали індіанські батальні сцени. Кубок Девіса сьогодні, як і сторіччя назад, захоплює цінителів своєю класичною стриманістю.
Повна вага сьогоднішнього Кубка Девіса, який за більш ніж сто років не одержав жодної подряпини, перевищує 70 кілограмів. На початку 1998 року почесний приз — Кубок Девіса — був заново відреставрований бостонською фірмою Shreve. Зараз Кубок має ширший другий постамент, що є частиною обновленого дизайну всього трофею. Через кілька років, коли на всіх пластинах нового постаменту будуть вигравіювані імена чемпіонів, до Кубка буде доданий третій — ще ширший постамент.
Зберігається Кубок Девіса у штаб-квартирі Міжнародної федерації тенісу в Лондоні, з величезними обережностями його вивозять у «столицю» фіналу — звичайно за тиждень — і встановлюють в одному з місцевих банків за куленепробивним склом.

## Формат турніру

### Поточна структура
Матчі Кубка Девіса проводяться між командами, розділеними на різні рівні й групи. Переможці й аутсайдери у групах переходять у наступному сезоні на інший рівень.
18 команд змагатимуться у шести групах із трьох команд. Шість переможців групи плюс дві команди, шо посіли другі місця з найкращим результатом на основі відсотка виграних сетів (потім виграними іграми) отримають право на чвертьфінал.
Чотири півфіналісти автоматично кваліфікуються до наступного фіналу. Команди, які посіли 5-у та 18-у позицію, отримають право на кваліфікаційні матчі наступного року.
Кваліфікаційні матчі до фінальної групи складатимуться з дванадцяти поєдинків, які гратимуться вдома та в гостях. Команди, що програли, змагатимуться у світовій групі I.
Світова група I включає 12 поєдинків, які відбудуться вдома та в гостях між 12 країнами, які програли у кваліфікації Кубка Девіса, і 12 країн, які виграли плей-оф Світової групи II, будуть проведені один проти одного на основі рейтингу. Нації, які перемогли, перейдуть до кваліфікації Кубка Девісу, тоді як переможені країни змагатимуться у плей-оф Світової групи II.
У Другій світовій групі також 12 матчів, які відбудуться вдома і в гостях. 12 країн, які програли в плей-оф Світової групи I, і 12 країн-переможців Світової групи I гратимуть один проти одного на основі рейтингу. Нації, які перемогли, перейдуть до плей-оф Світової групи I року, а країни, тоді як переможені країни змагатимуться у плей-оф Світової групи II.
III та IV групи — щотижневі турніри, що проводяться, як групові турніри регіонально.

Структура за станом на 2020 рік
| Рівень | Групи | Групи | Групи | Групи |
| 1      | Фінальна група 4 країни (півфіналісти попереднього року + 2 спеціальне запрошення (wild card) + 12 країн переможці кваліфікації | Фінальна група 4 країни (півфіналісти попереднього року + 2 спеціальне запрошення (wild card) + 12 країн переможці кваліфікації | Фінальна група 4 країни (півфіналісти попереднього року + 2 спеціальне запрошення (wild card) + 12 країн переможці кваліфікації | Фінальна група 4 країни (півфіналісти попереднього року + 2 спеціальне запрошення (wild card) + 12 країн переможці кваліфікації |
| 2      | Кваліфікація 12 країн, що посіли місця 5-18 у фінальній групі минулого року + 12 країн, переможці минулорічної Світової групи I | Кваліфікація 12 країн, що посіли місця 5-18 у фінальній групі минулого року + 12 країн, переможці минулорічної Світової групи I | Кваліфікація 12 країн, що посіли місця 5-18 у фінальній групі минулого року + 12 країн, переможці минулорічної Світової групи I | Кваліфікація 12 країн, що посіли місця 5-18 у фінальній групі минулого року + 12 країн, переможці минулорічної Світової групи I |
| 3      | Світова група I 12 країн, що поступилися у Кваліфікації + 12 країн, переможці минулорічної Світової групи II                    | Світова група I 12 країн, що поступилися у Кваліфікації + 12 країн, переможці минулорічної Світової групи II                    | Світова група I 12 країн, що поступилися у Кваліфікації + 12 країн, переможці минулорічної Світової групи II                    | Світова група I 12 країн, що поступилися у Кваліфікації + 12 країн, переможці минулорічної Світової групи II                    |
| 4      | Світова група II 12 країн, що поступилися у Світовій групі I + 12 країн                                                         | Світова група II 12 країн, що поступилися у Світовій групі I + 12 країн                                                         | Світова група II 12 країн, що поступилися у Світовій групі I + 12 країн                                                         | Світова група II 12 країн, що поступилися у Світовій групі I + 12 країн                                                         |
| 5      | Америка група III 13 країн | Європа група III 8 країн | Африка група III 12 країн | Азія/Океанія група III 12 країн                                                                                                 |
| 6      | Америка група IV 5 країн | Європа група IV 9 країн | Африка група IV 12 країн | Азія/Океанія група IV 16 країн                                                                                                  |

### Правила проведення матчів
У кожному раунді турніру дві команди грають п'ять матчів протягом трьох днів, зазвичай, з п'ятниці по неділю. Для перемоги необхідно виграти мінімум три матчі з п'яти. Перші два матчі — індивідуальні, проводяться в перший день. У другий день проводиться парний матч. Останні два матчі — індивідуальні, проводяться в третій день. У них традиційно грають учасники першого дня, обмінявшись суперниками. Раніше дозволялося замінити гравця в останніх двох матчах, якщо тільки переможець раунду був уже визначений після перших трьох матчів. Зараз командам дозволяється в останній день виставити тенісистів на власний розсуд, з умовою, що склад суперників не буде повторювати матчі першого дня.
Немає ніяких вимог, хто зі спортсменів повинен грати парний матч. Це може бути кожний із гравців, що виступають в індивідуальних іграх, два будь-яких інших гравці (звичайно, фахівці парної гри) або їхня комбінація.
Матчі проводяться з п'яти сетів, п'ятий сет грається без тайбрейку. Якщо одна з команд забезпечила собі перемогу до того, як були зіграні всі п'ять матчів, то матчі, що залишилися, проводяться з трьох сетів, як такі, що не впливають на результат.

## Переможці
| Країна          | Переможець | Фіналіст |
| --------------- | --- | --- |
| США             | 1900, 1902, 1913, 1920, 1921, 1922, 1923, 1924, 1925, 1926, 1937, 1938, 1946, 1947, 1948, 1949, 1954, 1958, 1963, 1968, 1969, 1970, 1971, 1972, 1978, 1979, 1981, 1982, 1990, 1992, 1995, 2007 (32) | 1903, 1905, 1906, 1908, 1909, 1911, 1914, 1927, 1928, 1929, 1930, 1932, 1934, 1935, 1939, 1950, 1951, 1952, 1953, 1955, 1956, 1957, 1959, 1964, 1973, 1984, 1991, 1997, 2004 (29) |
| Австралія       | 1907, 1908, 1909, 1911, 1914, 1919, 1939, 1950, 1951, 1952, 1953, 1955, 1956, 1957, 1959, 1960, 1961, 1962, 1964, 1965, 1966, 1967, 1973, 1977, 1983, 1986, 1999, 2003 (28)                         | 1912, 1920, 1922, 1923, 1924, 1936, 1938, 1946, 1947, 1948, 1949, 1954, 1958, 1963, 1968, 1990, 1993, 2000, 2001 (19)                                                             |
| Франція         | 1927, 1928, 1929, 1930, 1931, 1932, 1991, 1996, 2001, 2017 (10) | 1925, 1926, 1933, 1982, 1999, 2002, 2010, 2014, 2018 (9) |
| Велика Британія | 1903, 1904, 1905, 1906, 1912, 1933, 1934, 1935, 1936, 2015 (9) | 1900, 1902, 1907, 1913, 1919, 1931, 1937, 1978 (8) |
| Швеція          | 1975, 1984, 1985, 1987, 1994, 1997, 1998 (7) | 1983, 1986, 1988, 1989, 1996 (5) |
| Іспанія         | 2000, 2004, 2008, 2009, 2011, 2019 (6) | 1965, 1967, 2003 (3) |
| Німеччина       | 1988, 1989, 1993 (3) | 1970, 1985 (2) |
| Чехія           | 1980, 2012, 2013 (3) | 1975, 2009 (2) |
| Росія           | 2002, 2006 (2) | 1994, 1995, 2007 (3) |
| Хорватія        | 2005, 2018 (2) | 2016 (1) |
| Італія          | 1976 (1) | 1960, 1961, 1977, 1979, 1980, 1998 (6) |
| Аргентина       | 2016 (1) | 1981, 2006, 2008, 2011 (4) |
| Сербія          | 2010 (1) | 2013 (1) |
| Швейцарія       | 2014 (1) | 1992 (1) |
| ПАР             | 1974 (1) | (0) |
| Бельгія         | (0) | 1904, 2015, 2017 (3) |
| Індія           | (0) | 1966, 1974, 1987 (3) |
| Румунія         | (0) | 1969, 1971, 1972 (3) |
| Японія          | (0) | 1921 (1) |
| Чилі            | (0) | 1976 (1) |
| Мексика         | (0) | 1962 (1) |
| Словаччина      | (0) | 2005 (1) |
| Канада          | (0) | 2019 (1) |

## Фінальні ігри
| Рік         | Місце проведення                 | Переможець                             | Фіналіст                               | Результат     |
| ----------- | -------------------------------- | -------------------------------------- | -------------------------------------- | ------------- |
| 2019        | Мадрид, Іспанія                  | Іспанія                                | Канада                                 | 2:0           |
| 2018        | Лілль, Франція                   | Хорватія                               | Франція                                | 3:1           |
| 2017        | Лілль, Франція                   | Франція                                | Бельгія                                | 3:2           |
| 2016        | Загреб, Хорватія                 | Аргентина                              | Хорватія                               | 3:2           |
| 2015        | Гент, Бельгія                    | Велика Британія                        | Бельгія                                | 3:1           |
| 2014        | Лілль, Франція                   | Швейцарія                              | Франція                                | 3:1           |
| 2013        | Белград, Сербія                  | Чехія                                  | Сербія                                 | 3:2           |
| 2012        | Прага, Чехія                     | Чехія                                  | Іспанія                                | 3:2           |
| 2011        | Севілья, Іспанія                 | Іспанія                                | Аргентина                              | 3:1           |
| 2010        | Белград, Сербія                  | Сербія                                 | Франція                                | 3:2           |
| 2009        | Барселона, Іспанія               | Іспанія                                | Чехія                                  | 5:0           |
| 2008        | Мар-дель-Плата, Аргентина        | Іспанія                                | Аргентина                              | 3:1           |
| 2007        | Портленд, США                    | США                                    | Росія                                  | 4:1           |
| 2006        | Москва, Росія                    | Росія                                  | Аргентина                              | 3:2           |
| 2005        | Братислава, Словаччина           | Хорватія                               | Словаччина                             | 3:2           |
| 2004        | Севілья, Іспанія                 | Іспанія                                | США                                    | 3:2           |
| 2003        | Мельбурн, Австралія              | Австралія                              | Іспанія                                | 3:1           |
| 2002        | Париж, Франція                   | Росія                                  | Франція                                | 3:2           |
| 2001        | Мельбурн, Австралія              | Франція                                | Австралія                              | 3:2           |
| 2000        | Барселона, Іспанія               | Іспанія                                | Австралія                              | 3:1           |
| 1999        | Ніцца, Франція                   | Австралія                              | Франція                                | 3:2           |
| 1998        | Мілан, Італія                    | Швеція                                 | Італія                                 | 4:1           |
| 1997        | Ґетеборг, Швеція                 | Швеція                                 | США                                    | 5:0           |
| 1996        | Мальме, Швеція                   | Франція                                | Швеція                                 | 3:2           |
| 1995        | Москва, Росія                    | США                                    | Росія                                  | 3:2           |
| 1994        | Москва, Росія                    | Швеція                                 | Росія                                  | 4:1           |
| 1993        | Дюссельдорф, Німеччина           | Німеччина                              | Австралія                              | 4:1           |
| 1992        | Форт Вьорт, США                  | США                                    | Швейцарія                              | 3:1           |
| 1991        | Ліон, Франція                    | Франція                                | США                                    | 3:1           |
| 1990        | Санкт-Петерсбург, США            | США                                    | Австралія                              | 3:2           |
| 1989        | Штутгарт, ФРН                    | Німеччина                              | Швеція                                 | 3:2           |
| 1988        | Ґетеборг, Швеція                 | Німеччина                              | Швеція                                 | 4:1           |
| 1987        | Ґетеборг, Швеція                 | Швеція                                 | Індія                                  | 5:0           |
| 1986        | Мельбурн, Австралія              | Австралія                              | Швеція                                 | 3:2           |
| 1985        | Мюнхен, ФРН                      | Швеція                                 | Німеччина                              | 3:2           |
| 1984        | Ґетеборг, Швеція                 | Швеція                                 | США                                    | 4:1           |
| 1983        | Мельбурн, Австралія              | Австралія                              | Швеція                                 | 3:2           |
| 1982        | Гренобль, Франція                | США                                    | Франція                                | 4:1           |
| 1981        | Цинцинаті, США                   | США                                    | Аргентина                              | 3:1           |
| 1980        | Прага, Чехословаччина            | Чехія                                  | Італія                                 | 4:1           |
| 1979        | Сан-Франциско, США               | США                                    | Італія                                 | 5:0           |
| 1978        | Ранчо Мирагль, США               | США                                    | Велика Британія                        | 5:0           |
| 1977        | Сідней, Австралія                | Австралія                              | Італія                                 | 5:0           |
| 1976        | Сантьяго, Чилі                   | Італія                                 | Чилі                                   | 5:0           |
| 1975        | Стокгольм, Швеція                | Швеція                                 | Чехія                                  | 3:2           |
| 1974        | *                                | ПАР                                    | Індія                                  | *             |
| 1973        | Клівленд, США                    | Австралія                              | США                                    | 5:0           |
| 1972        | Бухарест, Румунія                | США                                    | Румунія                                | 3:2           |
| 1971        | Шарлотт (Північна Кароліна), США | США                                    | Румунія                                | 3:2           |
| 1970        | Клівленд, США                    | США                                    | Німеччина                              | 5:0           |
| 1969        | Клівленд, США                    | США                                    | Румунія                                | 5:0           |
| 1968        | Аделаїда, Австралія              | США                                    | Австралія                              | 4:1           |
| 1967        | Брисбен, Австралія               | Австралія                              | Іспанія                                | 4:1           |
| 1966        | Мельбурн, Австралія              | Австралія                              | Індія                                  | 4:1           |
| 1965        | Сідней, Австралія                | Австралія                              | Іспанія                                | 4:1           |
| 1964        | Клівленд, США                    | Австралія                              | США                                    | 3:2           |
| 1963        | Аделаїда, Австралія              | США                                    | Австралія                              | 3:2           |
| 1962        | Брисбен, Австралія               | Австралія                              | Мексика                                | 5:0           |
| 1961        | Мельбурн, Австралія              | Австралія                              | Італія                                 | 5:0           |
| 1960        | Сідней, Австралія                | Австралія                              | Італія                                 | 4:1           |
| 1959        | Нью-Йорк, США                    | Австралія                              | США                                    | 3:2           |
| 1958        | Брисбен, Австралія               | США                                    | Австралія                              | 3:2           |
| 1957        | Мельбурн, Австралія              | Австралія                              | США                                    | 3:2           |
| 1956        | Аделаїда, Австралія              | Австралія                              | США                                    | 5:0           |
| 1955        | Нью-Йорк, США                    | Австралія                              | США                                    | 5:0           |
| 1954        | Сідней, Австралія                | США                                    | Австралія                              | 3:2           |
| 1953        | Мельбурн, Австралія              | Австралія                              | США                                    | 3:2           |
| 1952        | Аделаїда, Австралія              | Австралія                              | США                                    | 4:1           |
| 1951        | Сідней, Австралія                | Австралія                              | США                                    | 3:2           |
| 1950        | Нью-Йорк, США                    | Австралія                              | США                                    | 4:1           |
| 1949        | Нью-Йорк, США                    | США                                    | Австралія                              | 4:1           |
| 1948        | Нью-Йорк, США                    | США                                    | Австралія                              | 5:0           |
| 1947        | Нью-Йорк, США                    | США                                    | Австралія                              | 4:1           |
| 1946        | Мельбурн, Австралія              | США                                    | Австралія                              | 5:0           |
| 1940 — 1945 | не проводився                    | не проводився                          | не проводився                          | не проводився |
| 1939        | Гаверхольд, США                  | Австралія                              | США                                    | 3:2           |
| 1938        | Філадельфія, США                 | США                                    | Австралія                              | 3:2           |
| 1937        | Лондон, Велика Британія          | США                                    | Велика Британія                        | 4:1           |
| 1936        | Лондон, Велика Британія          | Велика Британія                        | Австралія                              | 3:2           |
| 1935        | Лондон, Велика Британія          | Велика Британія                        | США                                    | 5:0           |
| 1934        | Лондон, Велика Британія          | Велика Британія                        | США                                    | 4:1           |
| 1933        | Париж, Франція                   | Велика Британія                        | Франція                                | 3:2           |
| 1932        | Париж, Франція                   | Франція                                | США                                    | 3:2           |
| 1931        | Париж, Франція                   | Франція                                | Велика Британія                        | 3:2           |
| 1930        | Париж, Франція                   | Франція                                | США                                    | 4:1           |
| 1929        | Париж, Франція                   | Франція                                | США                                    | 3:2           |
| 1928        | Париж, Франція                   | Франція                                | США                                    | 4:1           |
| 1927        | Філадельфія, США                 | Франція                                | США                                    | 3:2           |
| 1926        | Париж, Франція                   | США                                    | Франція                                | 4:1           |
| 1925        | Париж, Франція                   | США                                    | Франція                                | 5:0           |
| 1924        | Париж, Франція                   | США                                    | Австралія                              | 5:0           |
| 1923        | Нью-Йорк, США                    | США                                    | Австралія                              | 4:1           |
| 1922        | Нью-Йорк, США                    | США                                    | Австралія                              | 4:1           |
| 1921        | Нью-Йорк, США                    | США                                    | Японія                                 | 5:0           |
| 1920        | Окленд, Нова Зеландія            | США                                    | Австралія                              | 5:0           |
| 1919        | Сідней, Австралія                | Австралія                              | Велика Британія                        | 4:1           |
| 1915 — 1918 | не проводився                    | не проводився                          | не проводився                          | не проводився |
| 1914        | Нью-Йорк, США                    | Австралія                              | США                                    | 3:2           |
| 1913        | Лондон, Велика Британія          | США                                    | Велика Британія                        | 3:2           |
| 1912        | Мельбурн, Австралія              | Велика Британія                        | Австралія/ Нова Зеландія (Австралазія) | 3:2           |
| 1911        | Крайстчерч, Нова Зеландія        | Австралія/ Нова Зеландія (Австралазія) | США                                    | 5:0           |
| 1910        | не проводився                    | не проводився                          | не проводився                          | не проводився |
| 1909        | Сідней, Австралія                | Австралія/ Нова Зеландія (Австралазія) | США                                    | 5:0           |
| 1908        | Мельбурн, Австралія              | Австралія/ Нова Зеландія (Австралазія) | США                                    | 3:2           |
| 1907        | Лондон, Велика Британія          | Австралія/ Нова Зеландія (Австралазія) | Велика Британія                        | 3:2           |
| 1906        | Лондон, Велика Британія          | Велика Британія                        | США                                    | 5:0           |
| 1905        | Лондон, Велика Британія          | Велика Британія                        | США                                    | 5:0           |
| 1904        | Лондон, Велика Британія          | Велика Британія                        | Бельгія                                | 5:0           |
| 1903        | Бостон, США                      | Велика Британія                        | США                                    | 4:1           |
| 1902        | Бруклін, США                     | США                                    | Велика Британія                        | 3:2           |
| 1901        | не проводився                    | не проводився                          | не проводився                          | не проводився |
| 1900        | Бостон, США                      | США                                    | Велика Британія                        | 3:0           |

* Індія відмовилася від участі в 1974 на знак протесту проти апартеїду в Південній Африці.

## Поточний рейтинг Кубку Девіса
| №  | Країна          | Очки    | Під. |  | №  | Країна               | Очки   | Під. |
| -- | --------------- | ------- | ---- |  | -- | -------------------- | ------ | ---- |
| 1  | Франція         | 1'364.5 | ▬    |  | 21 | Чилі                 | 250.31 | ▬    |
| 2  | Хорватія        | 1'349.5 | ▬    |  | 22 | Індія                | 243.44 | ▬ 1  |
| 3  | Іспанія         | 914.81  | ▬    |  | 23 | Угорщина             | 238.75 | ▲ 1  |
| 4  | Бельгія         | 632.63  | ▬    |  | 24 | Еквадор              | 237.94 | ▲ 3  |
| 5  | США             | 603.32  | ▲ 1  |  | 25 | Узбекистан           | 230.94 | ▼ 2  |
| 6  | Канада          | 481.63  | ▲ 3  |  | 26 | Бразилія             | 212.5  | ▼ 1  |
| 7  | Сербія          | 465.13  | ▬    |  | 27 | Південна Корея       | 205.88 | ▲ 2  |
| 8  | Німеччина       | 424.19  | ▲ 4  |  | 28 | Португалія           | 205.5  | ▬    |
| 9  | Італія          | 423.26  | ▲ 2  |  | 29 | Боснія і Герцеговина | 202.5  | ▼ 3  |
| 10 | Велика Британія | 417.5   | ▼ 2  |  | 30 | Ізраїль              | 196.13 | ▲ 3  |
| 11 | Австралія       | 417.13  | ▼ 1  |  | 31 | Словаччина           | 195.5  | ▬    |
| 12 | Казахстан       | 367.25  | ▲ 1  |  | 32 | Уругвай              | 193.06 | ▲ 3  |
| 13 | Росія           | 340.13  | ▲ 1  |  | 33 | Фінляндія            | 88.25  | ▲ 7  |
| 14 | Швеція          | 322.13  | ▲ 4  |  | 34 | Пакистан             | 184.5  | ▬    |
| 15 | Австрія         | 319.69  | ▲ 1  |  | 35 | Україна              | 180.5  | ▼ 1  |
| 16 | Аргентина       | 317     | ▼ 11 |  | 36 | Ліван                | 179.69 | ▲ 2  |
| 17 | Чехія           | 301.38  | ▼ 2  |  | 37 | Нова Зеландія        | 174.56 | ▬    |
| 18 | Колумбія        | 294.25  | ▲ 1  |  | 38 | Перу                 | 173.56 | ▲ 6  |
| 19 | Японія          | 290.63  | ▼ 2  |  | 39 | КНР                  | 170    | ▼ 7  |
| 20 | Нідерланди      | 261.56  | ▬    |  | 40 | Болівія              | 169.56 | ▲ 11 |

Повний рейтинг від 09 березня 2020